# Heterochelus elegans
Heterochelus elegans är en skalbaggsart som beskrevs av Louis Albert Péringuey 1902. Heterochelus elegans ingår i släktet Heterochelus och familjen Melolonthidae. Inga underarter finns listade i Catalogue of Life.